# Villa Sassetti
Villa Sassetti si trova in via Bolognese a Firenze, in località La Pietra.

## Storia

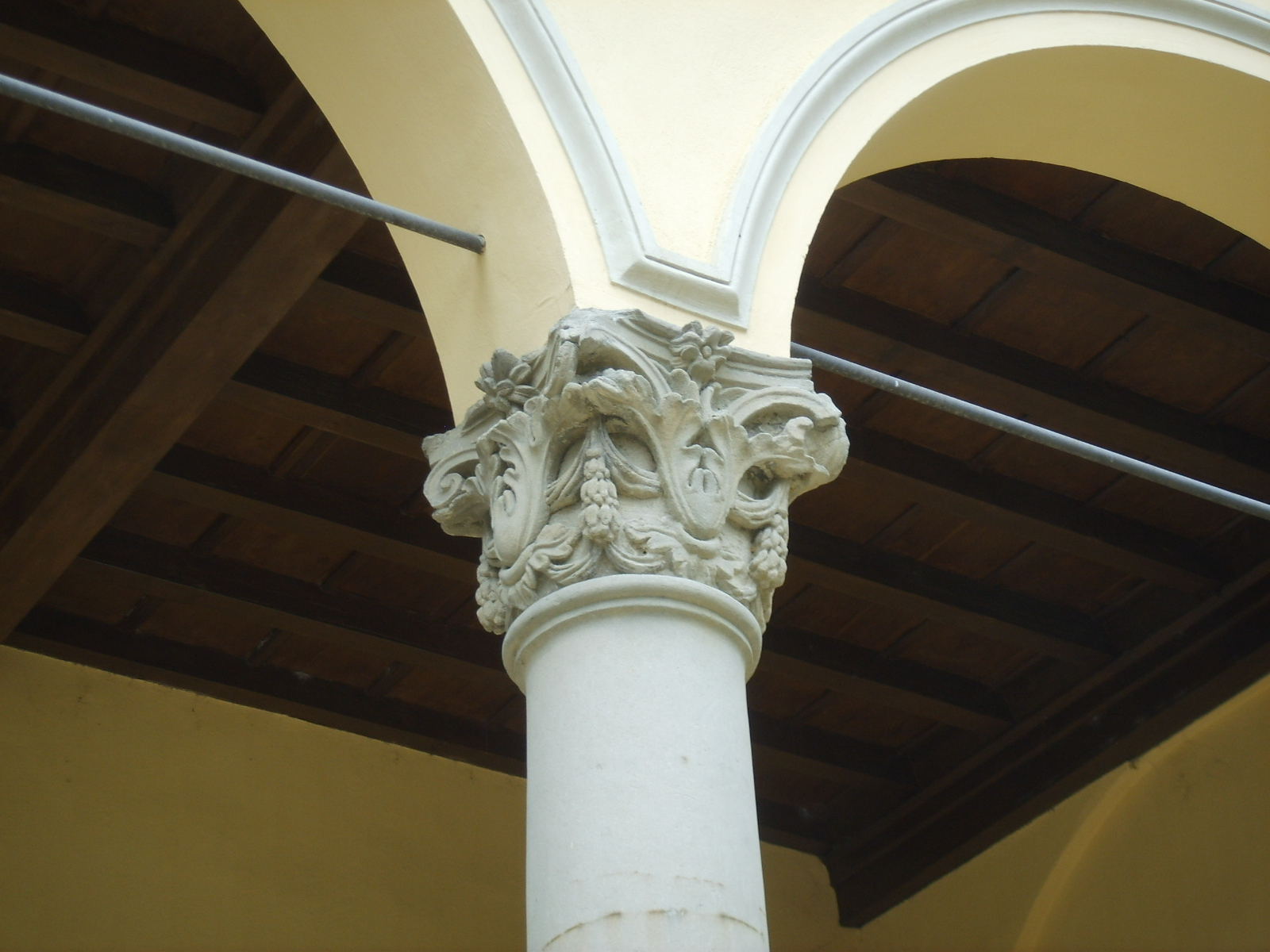
Capitello della loggetta Acton

L'edificio originario risale alla fine del Trecento, quando apparteneva alla famiglia Maginghi (o Macini), e si chiamava "Il Palagio". Nel 1460 fu acquistata da Francesco Sassetti e da allora prese la denominazione attuale. I Sassetti erano una famiglia di banchieri affiliati ai Medici che sul finire del Quattrocento visse il suo periodo di maggiore splendore.
Nel 1546 venne acquistata dai Capponi, entrando definitivamente nell'orbita della vicina villa La Pietra, della stessa famiglia. Il restauro intrapreso in quegli anni dovette seguire lo stesso stile del principale palazzo cittadino della famiglia all'epoca, il palazzo di Gino Capponi nell'attuale via Gino Capponi. Gli interventi seicenteschi, secondo il Carocci, furono eseguiti dagli stessi architetti del palazzo Capponi, ovvero Ferdinando Ruggieri (anche se all'epoca era molto giovane) e Carlo Fontana.
Nell'Ottocento venne di nuovo venduta e passò alcune volte di mano (ai Lamporecchi, agli Jandelli), fino a essere acquistata dagli Acton, per la sua prossimità a villa La Pietra, la loro residenza principale. L'Acton, agli inizi del Novecento aggiunse il corpo di fabbrica verso villa La Pietra, con una loggetta panoramica verso la villa stessa. Con l'eredità di Sir Harold Acton pervenne alla New York University, che la possiede tutt'oggi e l'ha ristrutturata per usarla come centro congressi.

## Architettura
La residenza, che si trova a fianco dell'ingresso monumentale di villa La Pietra, lungo il viale di cipressi, è composta da più corpi di fabbrica aggiunto in periodi diversi. La parte più antica è quella addossata a via Bolognese, col prospetto sud che si apre su un giardino e che è abbellito da alcune finestre inginocchiate. Una loggetta al primo piano, con colonnine in pietra e mensole lignee, movimenta la facciata sud. 
Il corpo di fabbrica novecentesco degli Acton è situato invece verso est, di forma cubica e ingentilito da una loggetta con tre arcate su due colonne in pietra serena, con fantasiosi capitelli. Davanti ad esso si trova un piccolo giardino all'italiana con una fontana e statue in terracotta. 
Un altro edificio verso sud era destinato a scuderia e alle abitazioni di servizio.

## Altre immagini

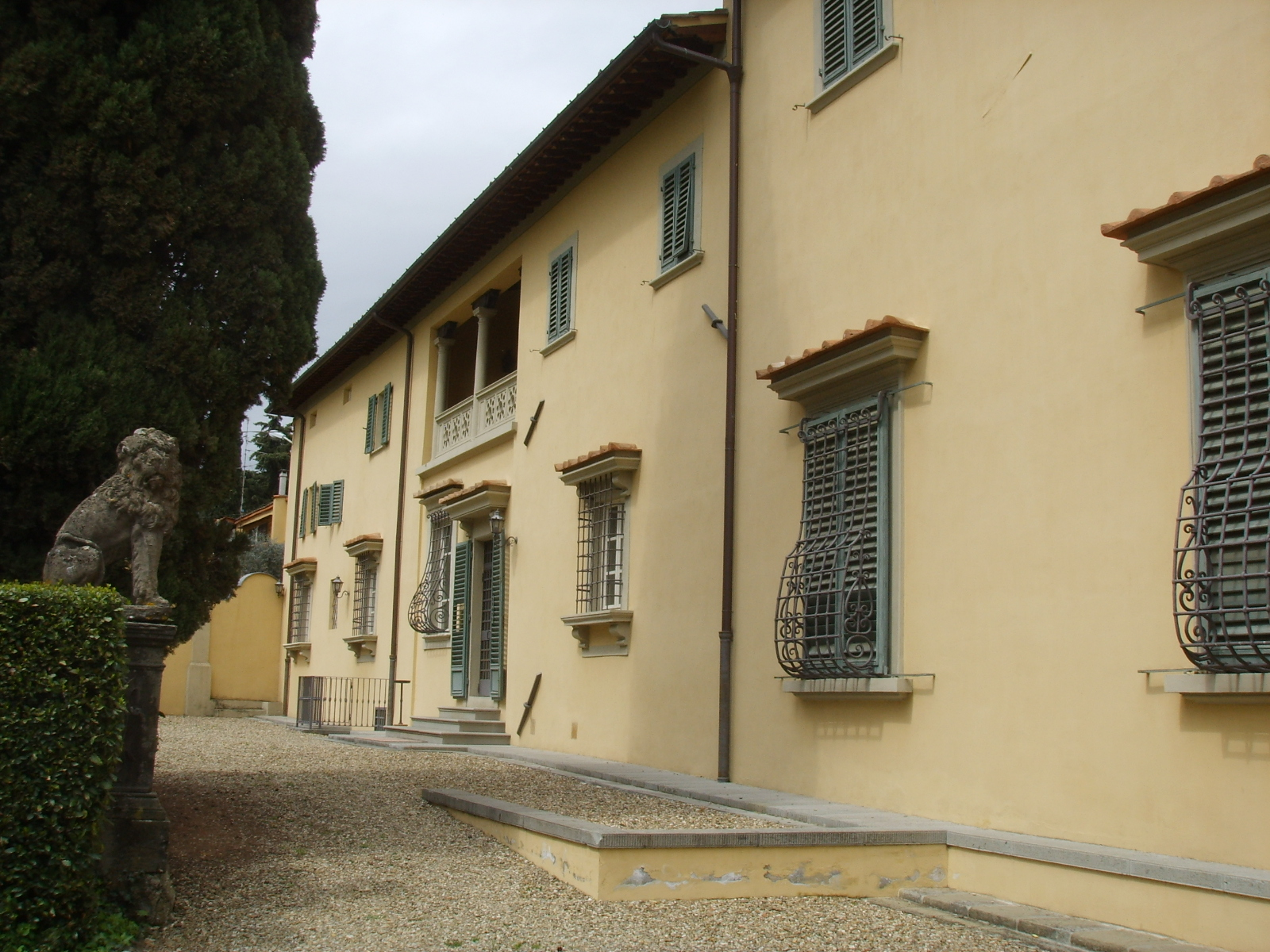
La facciata cinquecentesca
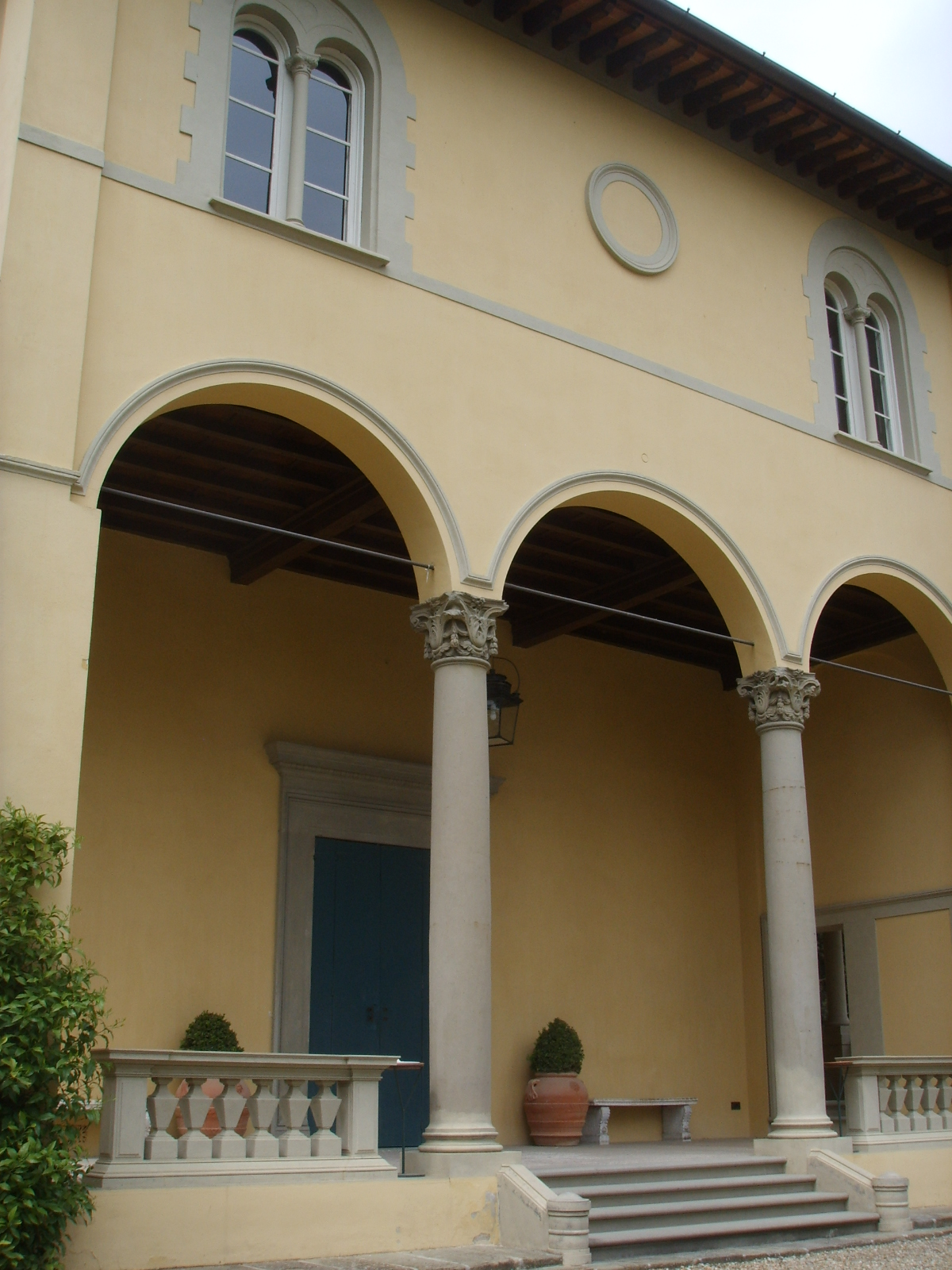
La loggia Acton
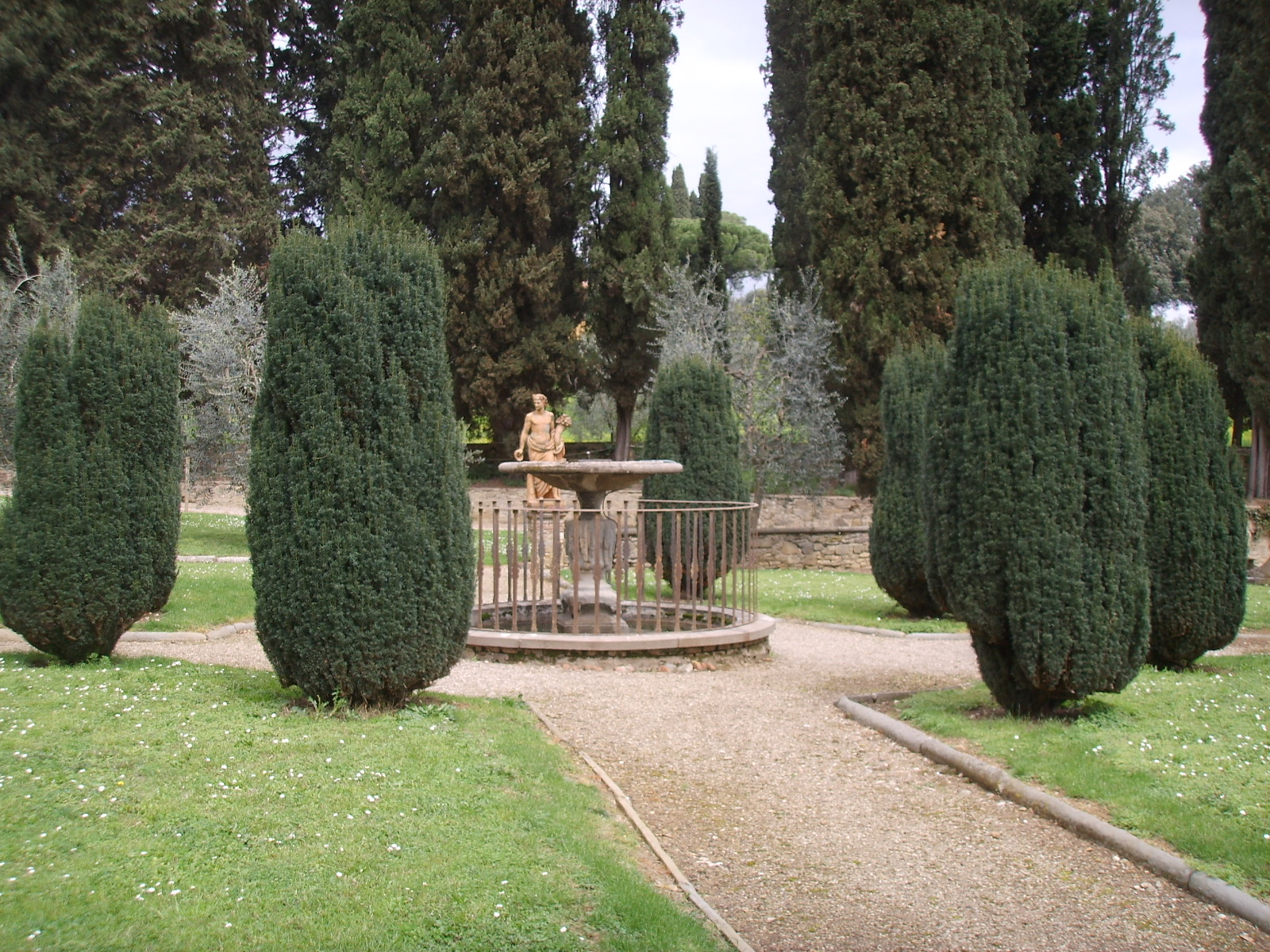
Il giardino